# 建修观音堂等碑记
建修观音堂等碑记，又称土山石刻，是位于中国山东省泰安市东平县戴庙镇土山村的明清时期石刻，1986年入选东平县第二批文物保护单位。
建修观音堂等碑记是东平湖土山岛上的观音阁所留存的明清时期碑刻，青石材质，底座为方形，均为阴刻楷书，记录了观音堂的重修经过，但原建筑观音堂现已不存在。